# إيفار كوسما
إيفار كوسما (بالإستونية: Aivar Kuusmaa)‏ مواليد 12 يونيو 1967 في تالين، هو مدرب كرة سلة إستوني ولاعب معتزل. بدأ مسيرته الاحترافية في سنة 1983. يبلغ طوله 6 قدم 2 بوصة (1.9 م). اعتزل اللعب في 2005.

## المسيرة الاحترافية
لعب مع إيه إس كي ريغا في موسم 1986–1987، ثم لعب مع نادي باناثينايكوس لكرة السلة من سنة 1993 إلى 1996، ثم لعب مع نادي بلطيقا من سنة 1996 إلى 1998.

## الإنجازات
كلاعب
- 1992–93 الدوري الإستوني
- 1995–96 كأس اليونان لكرة السلة
- 1998–99 كأس إستونيا لكرة السلة
- 1998–99 الدوري الإستوني
- 1999–00 الدوري الإستوني
- 2003–04 كأس إستونيا

كمدرب
- 2005–06 كأس إستونيا
- 2005–06 الدوري الإستوني
- 2006–07 كأس إستونيا
- 2010–11 الدوري الإستوني
- 2011–12 الدوري الإستوني

## روابط خارجية
- إيفار كوسما على موقع الاتحاد الدولي لكرة السلة (الإنجليزية)
- إيفار كوسما على موقع كرة السلة الأوروبية.كوم (الإنجليزية)
- إيفار كوسما على موقع بروبوليرز (الإنجليزية)